# Armentón
Armentón (llamada oficialmente San Pedro de Armentón) es una parroquia y una aldea española del municipio de Arteijo, en la provincia de La Coruña, Galicia.

## Organización territorial
La parroquia está formada por veintitrés entidades de población, constando catorce de ellas en el nomenclátor del Instituto Nacional de Estadística español:
- Anzobre
- Armentón*
- Armentón de Arriba
- Barreiros (Os Barreiros)
- Campo Meán
- Campolongo
- Castro (O Castro)
- Carretera (A Estrada)
- Corredoira (A Corredoira)
- Crucella (A Crucella)
- Fillazós
- Grela (A Grela)
- Iglesario (O Igrexario)
- Jesta[6] (A Xesta)
- Jesteira[7] (A Xesteira)
- Monte (O Monte)
- Monte Acibeira (O Monte do Aciveiro)
- O Bugallal
- Perillona (A Perillona)
- Pena do Corvo (A Pena do Corvo)
- Roque (O Roque)
- Rorís
- Telleira (A Telleira)

## Demografía

### Parroquia
| Gráfica de evolución demográfica de Armentón (parroquia) entre 2000 y 2018 |
|                                                                            |
| Datos según el nomenclátor publicado por el INE.                           |

### Aldea
| Gráfica de evolución demográfica de Armentón (aldea) entre 2000 y 2019 |
|                                                                        |
| Datos según el nomenclátor publicado por el INE.                       |

## Festividades
En esta parroquia se celebran dos fiestas parroquiales: el 29 de junio se celebra la fiesta patronal de San Pedro, con comida y música a un lado de la iglesia parroquial, y el primer sábado de agosto se celebra la Romería de los Remedios.